# Графство Марк
Графството Марк (на немски: Grafschaft Mark; на френски: Comté de La Marck, също „Die Mark“) е територия на Свещената Римска империя в Рурската област.

## История
Намирало се от двете страни на река Рур между Фест Реклингхаузен и Есен. Управлявано е от фамилията Дом Ламарк. Съществува от 1198 до 1807 г.
Към края на 18 век графството има площ от 1500 km² и 100.000 жители. През 1807 г. графството влиза във Великото херцогство Берг. От 1871 г. е в Прусия.
Графовете на Марк са през Средновековието много могъщи и влиятелни вестфалски регенти в Свещената Римска империя.

## Графове на Марк
- 1160 – 1180 Еберхард I, син на граф Адолф IV фон Берг
- 1180 – 1198 Фридрих I, син
- 1198 – 1249 Адолф I, син на Фридрих I
- 1249 – 1277 Енгелберт I
- 1277 – 1308 Еберхард II
- 1308 – 1328 Енгелберт II
- 1328 – 1346 Адолф II
- 1346 – 1391 Енгелберт III